# Robot Wars
Robot Wars è uno show televisivo britannico riguardante i combattimenti tra robot radiocomandati amatoriali. Nato come competizione di robot negli USA (1994), il programma è stato poi sviluppato per la televisione in Inghilterra (1998).

## Messa in onda
In Inghilterra il programma è andato in onda dal 20 febbraio 1998 al 7 marzo 2004 in tre diversi periodi, per poi tornare il 24 luglio 2016 per l'ottava edizione (chiamata anche Robot Wars 2016).
In Italia andò in onda tra il 2000 e il 2001 su Italia 1, con la conduzione di Marco Bellavia e la cronaca di Guido Bagatta, in seguito traslocò su LA7, condotto da Andrea Lucchetta e commentato da Ugo Francica Nava. Nel 2022 le stagioni 8-9-10 dello Show andranno in onda su DMAX.

## Arena
I combattimenti si svolgono in un'arena rettangolare, adeguatamente confinata in base alle norme di sicurezza. Agli angoli del ring si trovano gli house-robots, robot controllati dallo staff a scopo di intrattenimento, che attaccano i concorrenti in gara quando questi ultimi invadono uno degli angoli o sono incapaci di muoversi.
L'arena è provvista di alcuni ostacoli: una griglia dalla quale fuoriescono fiamme, una catapulta sulla quale viene posizionato e lanciato il robot sconfitto, ed un pozzo quadrato. L'apertura del pozzo è controllata mediante l'impatto su un grande tasto posto su uno dei bordi dell'arena; il robot che cade nel pozzo perde automaticamente la partita.
Ogni robot è gestito da una squadra che ne cura la progettazione e la realizzazione, e lo controlla durante gli scontri.

## Categorie di peso
In base al peso del robot esistono tre diverse categorie:
- Pesi piuma: da 20 kg a 40 kg
- Pesi medi: da 40 kg a 60 kg
- Pesi massimi: da 60 kg a 110 kg

## Robot vincitori
Qui sono elencati i vincitori dei tornei principali delle varie edizioni:
- 1ª serie: Roadblock sconfigge Bodyhammer, Cunning Plan, Recylopse, Robot The Bruce e T.R.A.C.I.E.
- 2ª serie: Panic Attack sconfigge Cassius
- 3ª serie: Chaos 2 sconfigge Hypno-Disc
- 4ª serie: Chaos 2 sconfigge Pussycat
- 5ª serie: Razer sconfigge Bigger Brother
- 6ª serie: Tornado sconfigge Razer
- 7ª serie: Typhoon 2 sconfigge Storm 2
- 8ª serie: Apollo sconfigge Carbide
- 9ª serie: Carbide sconfigge Eruption
- 10ª serie: Eruption sconfigge Carbide

## House-robots
Gli house-robots sono robot che non sono soggetti al regolamento della competizione: hanno quindi massa, potenza ed armi non necessariamente convenzionali. Servono a finire i robot rimasti inoperativi in maniera cruenta, tramite trapano, lama, pinze, lanciafiamme o altro; la loro funzione è quindi puramente spettacolare. Alcuni sono dotati di estintore, in modo da domare eventuali incendi.
Sono in tutto nove:
- Sir Killalot (introdotto nella 2ª serie): le sue armi sono un enorme trapano e una chela idraulica da 15 kg, che utilizza per buttare i robot nel pozzo o per scagliarli lontano.
- Shunt: è il più leggero tra tutti gli house-robots, con i suoi soli 105 kg. Ha la forma di un bulldozer ed è armato con una pala sollevatrice ed una potente ascia; inoltre è dotato di un rostro posteriore che serve a dividere i robot incagliati tra di loro.
- Dead Metal: la sua tecnica di combattimento consiste nell'afferrare i robot con le sue chele ed affettarli con la sega circolare da 3000 giri al minuto che porta sulla testa.
- Sgt. Bash: armato di un lanciafiamme e di una pinza idraulica anteriore che serve per schiacciare i robot.
- Matilda: di aspetto molto simile a quello di un triceratopo, è dotato di una pala sollevatrice anteriore e di una motosega sul retro, in seguito sostituita da un disco inerziale da 20 kg capace di scagliare in aria i robot.
- Refbot (introdotto nella 4ª serie): house-robot non dotato di armi, svolge il ruolo di arbitro degli incontri ed esegue il count-out; ha un estintore per domare gli incendi.
- Growler (introdotto nella 6ª serie): ha una forma molto simile a quella di un cane, infatti ha una "bocca" che si apre e si chiude come una pinza. È il più veloce tra tutti gli house-robots.
- Mr. Psycho (introdotto nella 6ª serie): molto simile a Sir Killalot, è il più grande tra tutti gli house-robots. Possiede una pinza idraulica ed un martello da 30 kg che scaglia grazie ad una molla contro il robot perdente.
- Cassius Chrome (introdotto nella 7ª serie): è un house-robot dall'aria piuttosto insolita, infatti non ha un'arma ben precisa, ma è molto veloce e potente. La sua tecnica è quella di girare su se stesso velocemente come un tornado per danneggiare i robot.